# إحسان حداد
إحسان منيل فرحان حداد (مواليد 5 فبراير 1994 في إربد، الأردن - ) هو لاعب كرة قدم أردني يلعب كظهير أيمن. يلعب حاليا ضمن صفوف النادي الفيصلي، الذي انضم إليه في فبراير 2022 عائدًا من فريق القوة الجوية العراقية.

## روابط خارجية
- إحسان حداد على موقع قاعدة بيانات كرة القدم.إي يو (الإنجليزية)
- إحسان حداد على موقع ناشيونال فوتبول تيمز (الإنجليزية)